# Nadia Hasnaoui
Nadia Hasnaoui (10 juni 1963) is een Noorse presentatrice.
Hasnaoui werd geboren in Marokko. Ze heeft een Noorse moeder en een Marokkaanse vader. Toen ze vier jaar oud was gingen haar ouders uit elkaar en ging ze met haar moeder naar Noorwegen. In 1991 trouwde ze met acteur Kim Haugen.

## Songfestival
In 2004 presenteerde Hasnaoui het Junior Eurovisiesongfestival 2004 in Lillehammer, Noorwegen. Hasnaoui had ook de Noorse preselectie van dat jaar gepresenteerd, Melodi Grand Prix Junior genaamd.
In 2005 verzorgde ze het commentaar tijdens Congratulations, de verjaardagsshow van het Eurovisiesongfestival die op 22 oktober 2005 werd uitgezonden ter ere van 50 jaar songfestival.
Hasnaoui presenteerde het Eurovisiesongfestival 2010 in Oslo in mei 2010 met Haddy Jatou N'jie en Erik Solbakken. In 2011 las ze de Noorse punten voor tijdens het Eurovisiesongfestival 2011 en ook in 2012 deed ze dat.